# Теплооборот
Теплооборот — природный процесс, создающий тепловой режим атмосферы. Слагается из:
- притока к Земле электромагнитной солнечной радиации, лучистая энергия которой при поглощении радиации в атмосфере и на земной поверхности переходит в теплоту;
- из обмена теплотой между атмосферой и земной поверхностью путём длинноволнового излучения;
- фазовых переходов воды (затрат тепла на испарение воды или освобождение скрытой теплоты испарения при её конденсации) ;
- фазовых переходов воды (затрат тепла на таяние снега или льда или освобождение скрытой теплоты плавления при её кристаллизации) ;
- из перераспределения теплоты на Земле путём её переноса воздушными и морскими течениями;
- молекулярной и турбулентной теплопроводности, конвективного теплообмена в атмосфере и в океане;
- из отдачи как отражённой и рассеянной солнечной радиации, так и собственного длинноволнового излучения Земли и атмосферы в космическое пространство[2].
- из обмена тепла между атмосферой и океаном.
- из теплообмена с биосферой.